# Musculus extensor hallucis longus
Der Musculus extensor hallucis longus (lat. für „langer Großzehenstrecker“) ist ein Skelettmuskel des Beines und einer der Strecker am Unterschenkel. Im oberen Teil wird er von Musculus tibialis anterior und Musculus extensor digitorum longus bedeckt.
Bei den Tieren wird der Muskel auch als Musculus extensor digiti I longus bezeichnet. Bei Tieren mit reduzierter Anzahl von Zehenstrahlen (z. B. Pferde, Rinder, Ziegen) kommt er als selbstständiger Muskel nicht vor.

## Funktion
Der Musculus extensor hallucis longus ist verantwortlich für die Dorsalextension (Ziehen nach oben) der großen Zehe (Hallux). Außerdem ist er an der Dorsalextension des Fußes beteiligt. Abhängig von der Ausgangsstellung des Fußes unterstützt er sowohl die Inversion, als auch die Eversion des unteren Sprunggelenkes. Fehlt dieser Muskel beim Menschen, dann wird eine verstärkte Innenrotation des ersten Strahls sichtbar, besonders beim Zehenstand.
Bei den Tieren mit einem selbständigen Musculus extensor digiti I longus (z. B. Raubtiere, Schweine, Schafe) beugt dieser das Sprunggelenk und streckt die Innenzehe.